# Spominski znak Rigonce
Spominski znak Rigonce je spominski znak Slovenske vojske, ki je namenjen pripadnikov takratne TO RS, ki so sodelovali pri spopadu pri Rigoncah.

## Nosilci
- seznam nosilcev spominskega znaka Rigonce